# روت موفانگ
روت موفانگ (به آلمانی: Ruth Moufang) (زاده ۱۰ ژانویه ۱۹۰۵ در دارمشتات-درگذشته ۲۶ نوامبر ۱۹۷۷ در فرانکفورت) ریاضیدان اهل آلمان بود.

## زندگی و کارنامه
وی دختر شیمیدان ادوارد موفانگ بود و نسبش به بازرگانانی از شهر ماینتس می رسید. وی تحصیلات دبیرستانش را در باد کرویتسناخ به پایان رساند و سپس وارد دانشگاه فرانکفورت شد و در آنجا به آموختن ریاضیات و فیزیک پرداخت. روت موفانگ نخستین دانشجوی دختر در رشته ریاضیات در دانشگاه فرانکفورت بود. وی در سال ۱۹۳۰ با سرپرستی ماکس دن دوره دکتری ریاضی را با رساله‌ای به نام «درباره ساختار هندسه تصویری رویه» به پایان برد و پس از آن با دریافت کمک هزینه‌ای به رم رفت. در سالهای پس از آن موفانگ درس‌هایی در دانشگاه‌های کونیگسبرگ و فرانکفورت ارائه کرد و در سال ۱۹۳۶ درجه شایستگی را به دست آورد. او سومین زن در تاریخ آلمان بود که درجه شایستگی را کسب کرد. او در دوره نازیها به دلیل جنسیتش نتوانست به درجه استادی دانشگاه برسد و از این رو به کار در موسسه‌های پژوهشی پرداخت. پس از جنگ به دانشگاه فرانکفورت بازگشت و در سال ۱۹۵۷ در همان‌جا به درجه استادی رسید.
زمینه پژوهشی روت موفانگ هندسه تصویری بود و او در این زمینه آغازگر شاخه‌هایی نو بوده‌است. او توانست هندسه تصویری را با جبر مجرد در هم آمیزد. ایده‌ای که پیش از آن داوید هیلبرت و وایرشتراس هم مطرح کرده بودند. وی همچنین به مکانیک و نظریه کشسانی نیز پرداخت.